# Lithodes santolla
Espèce
Lithodes santolla, appelé aussi Crabe royal de Patagonie, est une espèce de crustacé qui fait partie des « crabes royaux », appelés ainsi bien qu'il ne s'agisse pas de crabes proprement-dits mais de proches parents des Bernard l'ermite, appartenant à la même super-famille. Il est pêché en grande quantité dans les mers intérieures de Patagonie, dont le canal Beagle, le détroit de Magellan, autour de Puerto Williams, Puerto Toro, Ushuaïa, Punta Arenas, Puerto Natales, Porvenir et principalement exporté en raison de la forte demande mondiale.
Synonyme : Lithodes antarcticus

## Nomenclature
Diversement nommé dans les circuits commerciaux français : crabe royal du Sud ou crabe (royal) de l'Antarctique ou encore crabe royal de Patagonie ou patagonien.
Il est appelé southern king crab en anglais et centolla en Argentine et au Chili.

## Description de l'espèce
La couleur rouge vif de ce crustacé est permanente, contrairement à beaucoup d'autres, chez qui elle apparait seulement à la cuisson.

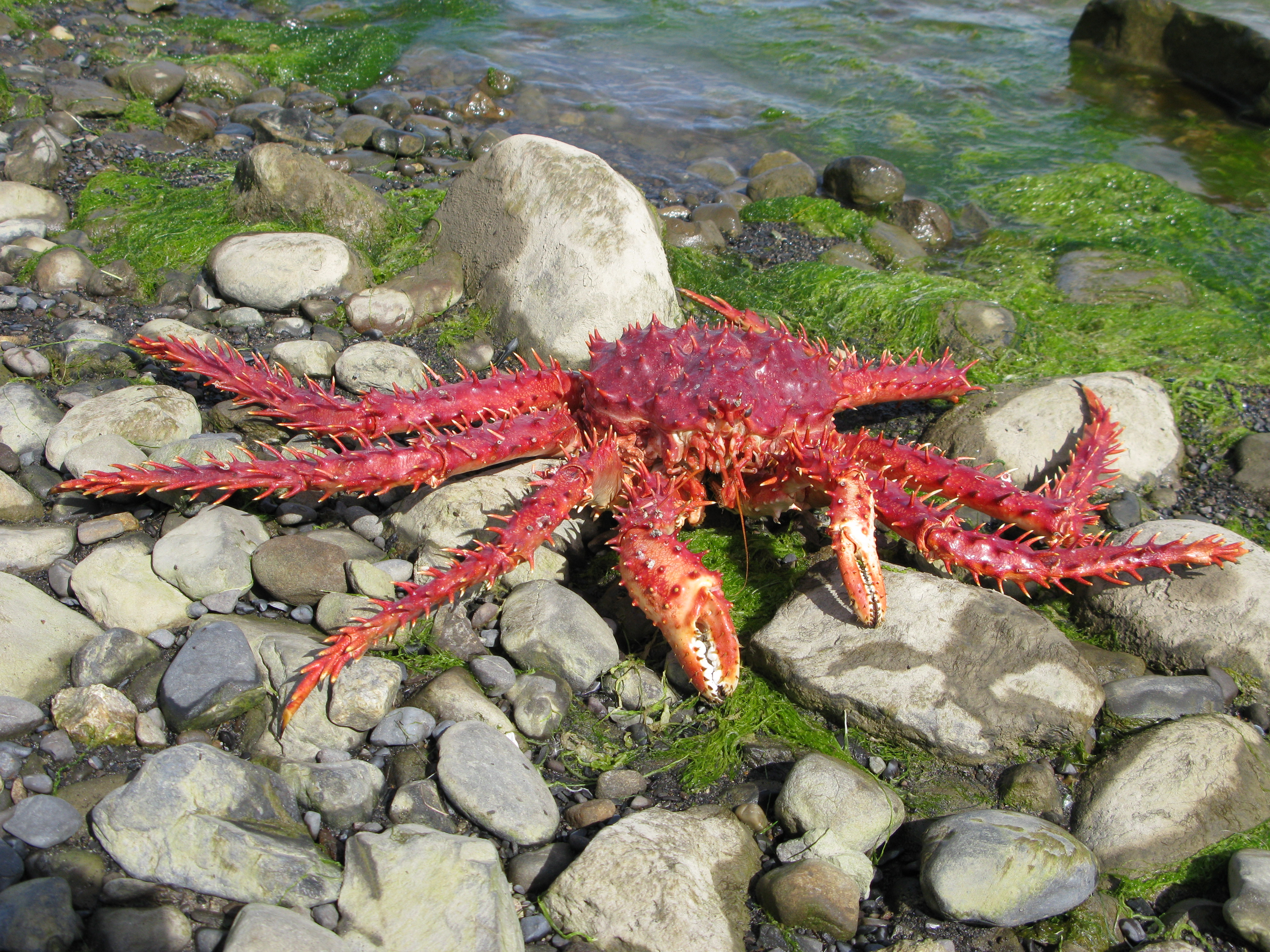
Lithodes santolla vu de 3/4
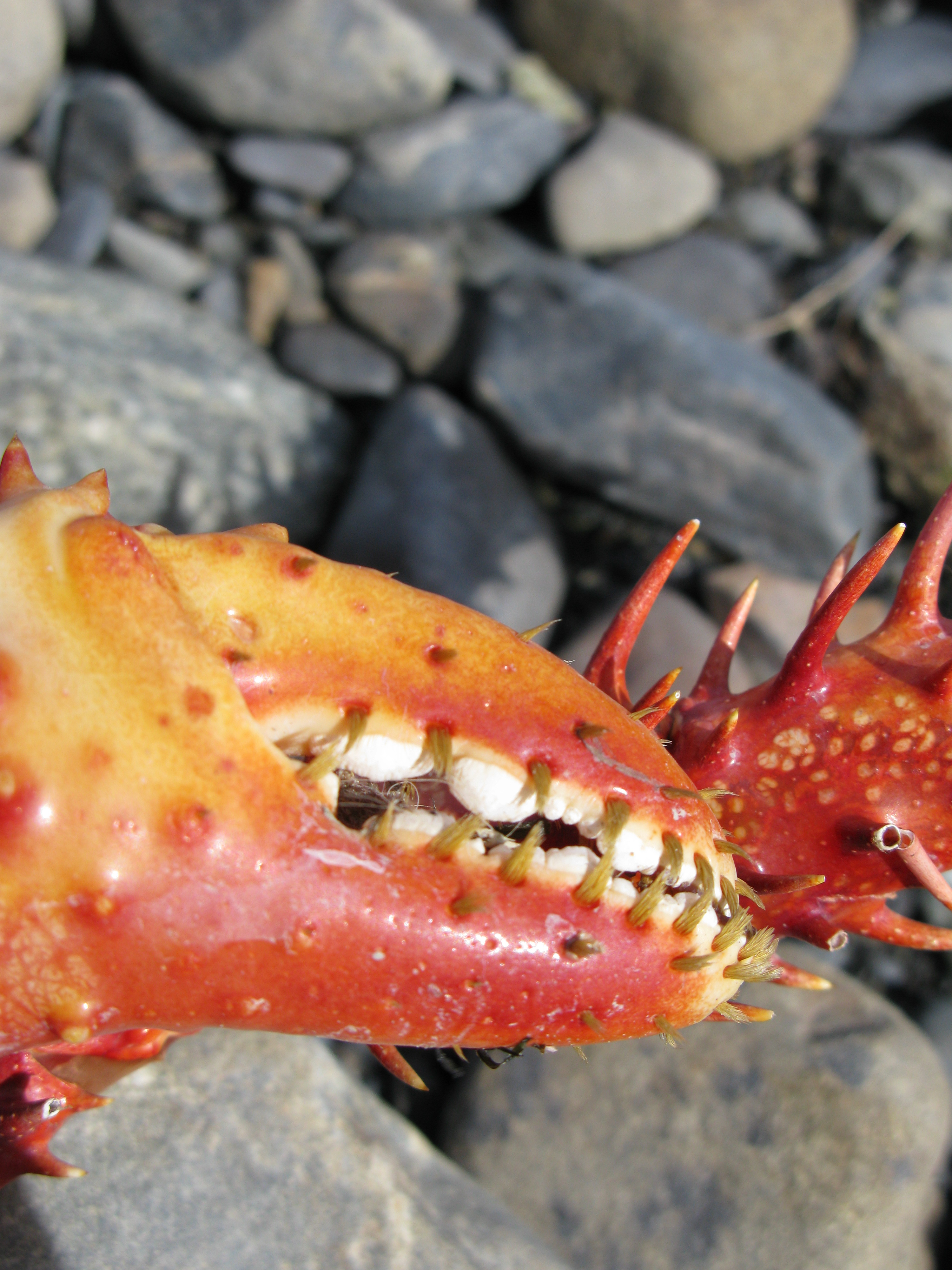
Lithodes santolla, détail d'une pince

## Pêche
Jusqu'en 1977, la pêche se faisait avec des filets plombés de 50 à 100 mètres de large. Aujourd'hui les pêcheurs utilisent des nasses avec des appâts (organiques). Il existe deux principales sociétés, Mar Frio (créée en 1970) et Pesquera del Beagle (créée en 1974) qui exportent la production principalement aux États-Unis. 80 % de la production, congelés ou en conserve, sont destinés à l'exportation. La pêche s'effectue à l'aide de casier boëte à l'aide de morceaux de poissons. La profondeur de pose est de l'ordre de 30 mètres. Il faut aussi noter que la période de prélèvement s'arrête au 30 novembre. 

### À savoir
Trop fortement pêchée, sa biomasse est en forte diminution. Les pêcheurs commencent à exploiter une autre espèce, de taille beaucoup plus petite mais de saveur quasi identique : Pralomis granulosa appelée au Chili et en Argentine centollón.